# Looking Forward (film 1910)
Looking Forward è un cortometraggio muto del 1910 di cui non si conosce con certezza il nome del regista. Film perduto, è una commedia fantascientifica ambientata in una società matriarcale del futuro.

## Trama
(Fantafilm)

## Produzione
Il film fu prodotto da Thanhouser Film Corporation.

## Distribuzione
Il film - un cortometraggio in una bobina - fu distribuito negli Stati Uniti dalla Motion Picture Distributors and Sales Company che lo fece uscire in sala il 20 dicembre 1910.